# Radoslav Brđanin
Radoslav Brđanin (serbi: Радослав Брђанин)  (Čelinac, 9 de febrer de 1948 - Banja Luka, 7 de setembre de 2022) fou un criminal de guerra serbi de Bòsnia, condemnat a 32 anys de presó pel Tribunal Penal Internacional per a l'antiga Iugoslàvia (ICTY), pels seus crims durant la guerra de Bòsnia. Des de l'any 2008 compleix la seva condemna a Dinamarca.
Va néixer el 9 de febrer de 1948 a Čelinac, Bòsnia i Hercegovina, aleshores Iugoslàvia. Enginyer civil de professió, va treballar en el sector de la construcció fins al 1990. En aquell moment, a causa de la inestabilitat política iugoslava, algunes regions de Bòsnia i Hercegovina van començar a organitzar-se en estructures regionals basades en el concepte d'Assemblees Municipals, com existia en la Constitució Iugoslava de 1974. L'Assemblea de Municipis de Bosanka i Krajina, amb seu a Banja Luka, va ser creada l'abril de 1991. Aquesta assemblea, de la que Radoslav Brđanin en va ser el seu primer vicepresident, va aprovar un programa polític serbi.

## Crims de guerra
Després de la creació de la Republika Srpska, la política dels líders del Partit Democràtic Serbi (SDS) com Radovan Karadžić, va suposar la creació d'òrgans de coordinació en aquelles regions de majoria sèrbia, i que a la pràctica van ser administracions excloents cap a la població musulmana o croata. Així, Radoslav Brđanin fou el primer president del gabinet de crisi de la SAO Bosanska Krajina (Regió Autònoma de Krajina, ARK), creat el 5 de maig de 1992, i des de la seva posició va ajudar a dissenyar i executar polítiques de neteja ètnica; d'acord amb la sentència de l'ICTY, va ser culpable de persecució, assassinat, tortura, destrucció d'indrets, propietats i edificis religiosos. Va ser detingut el 6 de juliol de 1996 i transferit a La Haia per ser jutjat.